# Arantia incerata
Arantia incerata är en insektsart som beskrevs av Karsch 1893. Arantia incerata ingår i släktet Arantia och familjen vårtbitare. Inga underarter finns listade i Catalogue of Life.